# Evalljapyx hubbardi
Evalljapyx hubbardi är en urinsektsart som först beskrevs av Cook 1899.  Evalljapyx hubbardi ingår i släktet Evalljapyx och familjen Japygidae. Inga underarter finns listade i Catalogue of Life.